# Itilleq Killeq
Itilleq Killeq [iˈtˢiɬːɜq ˈkiɬːɜq] (nach alter Rechtschreibung Itivdleĸ Kitdleĸ) ist eine wüst gefallene grönländische Rentierzüchtersiedlung im Distrikt Narsaq in der Kommune Kujalleq.

## Lage
Itilleq Killeq befindet sich an der Südküste der Insel Tuttutooq, die sich zwischen den Fjorden Ikersuaq (Bredefjord) und Narluneq (Skovfjord) befindet. Von Itilleq Killeq aus sind es 30 Kilometer nach Osten bis Qaqortoq, 31 km nach Westen bis Qassimiut und 33 km nach Nordosten bis Narsaq.

## Bevölkerungsentwicklung
Itilleq Killeq hatte vor 40 Jahren vier Bewohner. Die Zahl sank anschließend, bis 2009 der letzte Bewohner die Siedlung verließ.